# ディーグの戦い

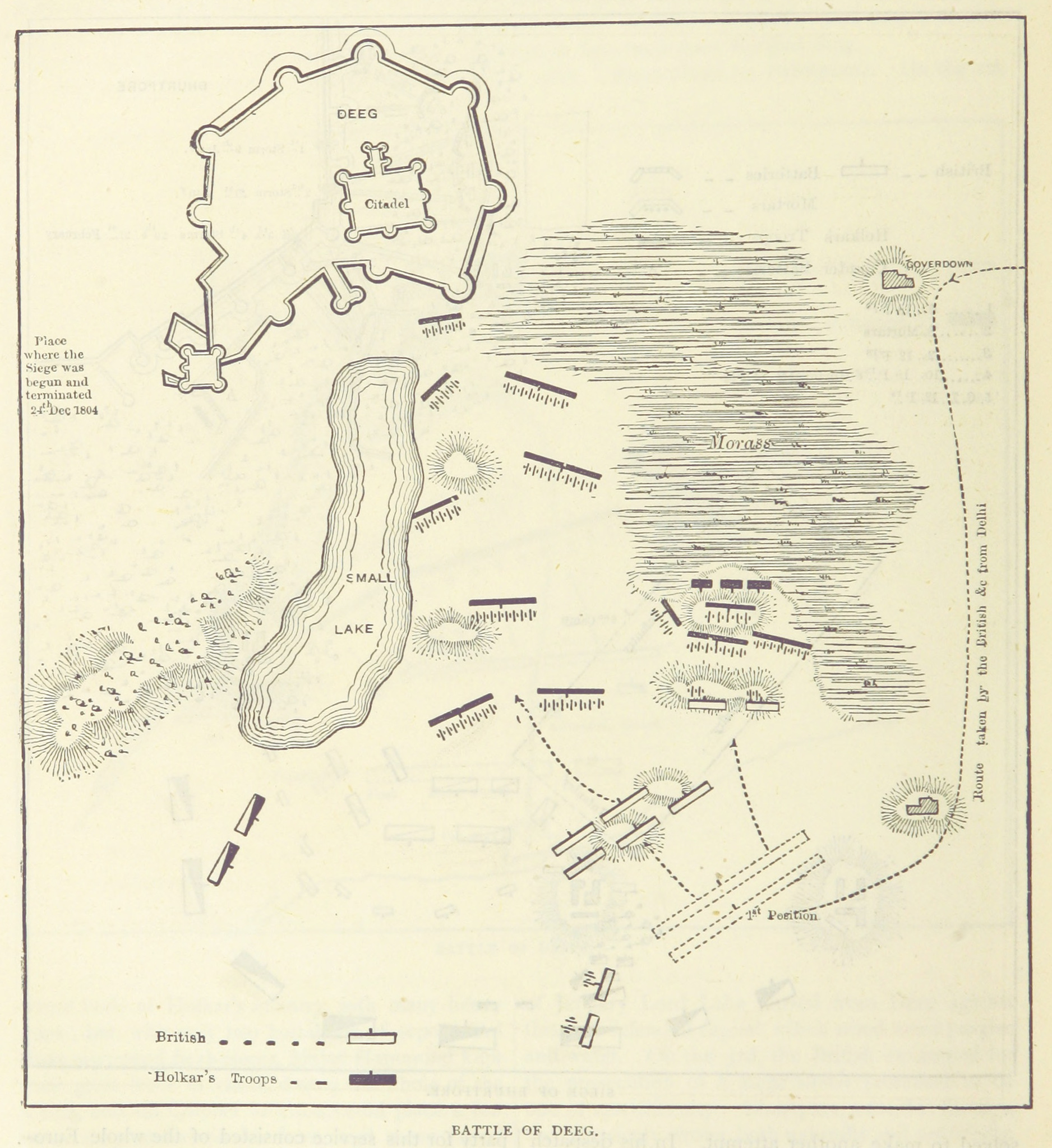
ディーグの戦いにおける双方の布陣

ディーグの戦い（ディーグのたたかい、英語：Battle of Deeg）は、1804年11月13日にディーグにおいて、ホールカル家とイギリス東インド会社との間で行われた第二次マラーター戦争の戦いの一つ。

## 戦闘
第二次マラーター戦争中、バラトプル王国領ディーグにはホールカル家とバーラトプル王国の兵が籠っていたため、イギリスはディーグへ進撃した。
1804年11月13日朝、イギリスとホールカル家・バーラトプル王国の連合軍はディーグ近郊で決戦に至った。このとき、ヤシュワント・ラーオは居合わせていなかった。
この戦いの結果、ホールカル軍2000人以上の犠牲者を出して敗北し（イギリス側は640人）、そればかりか大砲87門が鹵獲されてしまった。
翌日、ヤシュワント・ラーオ自身はジェラルド・レイクの率いる軍勢とファッルハーバードで激突した（ファッルハーバードの戦い）。